# Joseph Wear
Joseph Walker Wear (St. Louis, 27 novembre 1876 – Filadelfia, 4 giugno 1941) è stato un tennista statunitense.
Disputò il torneo doppio di tennis, assieme a Allen West, ai Giochi olimpici di Saint Louis 1904, in cui vinse la medaglia di bronzo. Allo stesso torneo prese parte anche suo fratello Arthur Wear.

## Palmarès
In carriera ha conseguito i seguenti risultati:
- Giochi olimpici

St. Louis 1904: una medaglia di bronzo nel doppio maschile.